# 苏珊·克拉克
苏珊·克拉克（英語：Susan Clark，1943年3月8日—），女，加拿大演员。曾获得黄金时段艾美奖迷你影集／电视电影最佳女主角。